# Daniel Libeskind
Daniel Libeskind (Łódź, 1946. május 12. –) lengyel származású amerikai építész. Nevéhez számos, híres épület kötődik, többek között a berlini Jüdisches Museum, a denveri Art Museum, a manchesteri Imperial War Museum, és az ontariobeli Royal Ontario Museum. 2003-ban Libeskind megnyerte a New York-i World Trade Center újjáépítésére kiírt nemzetközi pályázatot.

## Képtár

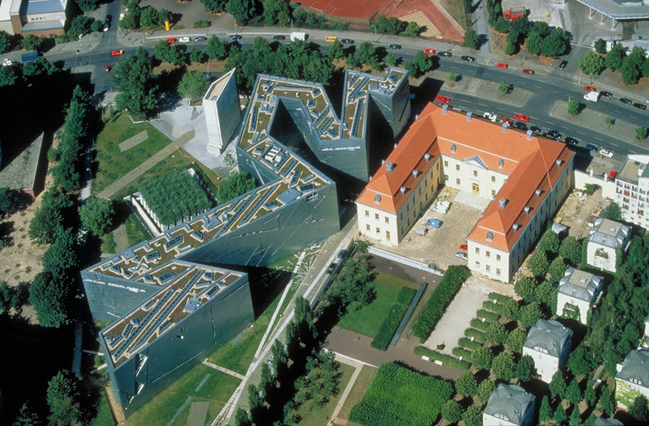
A berlini Jüdisches Museum
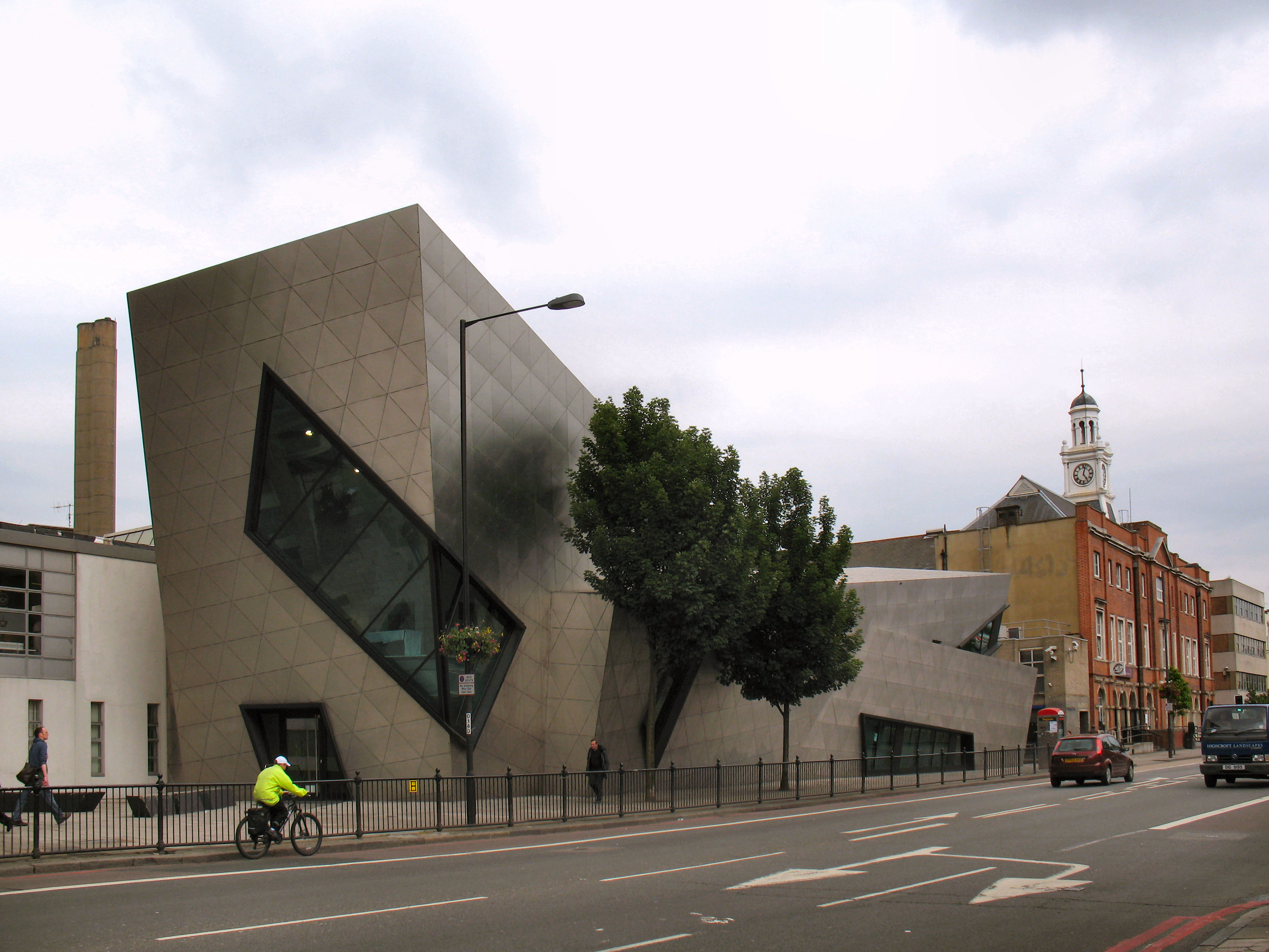
London Metropolitan University
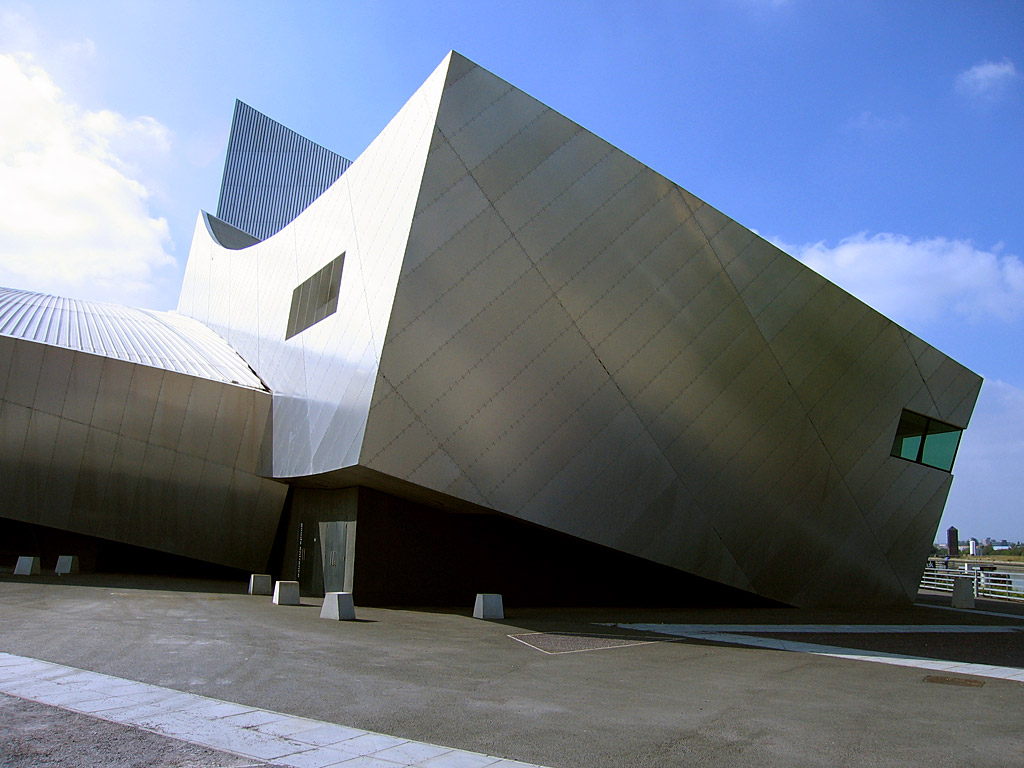
A manchesteri Imperial War Museum
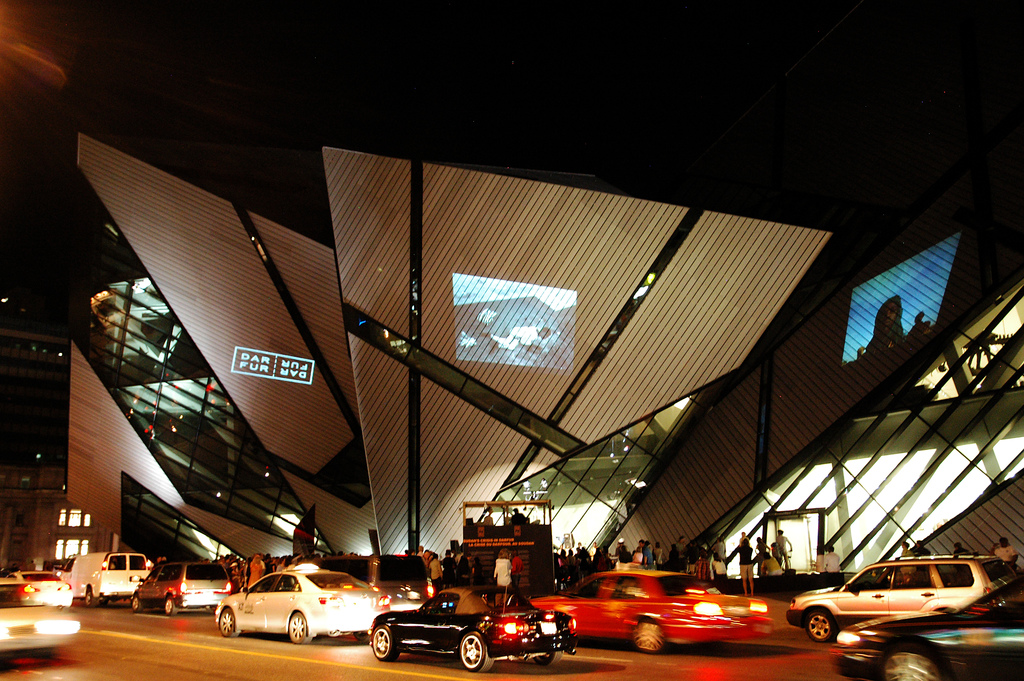
Az ontariobeli Royal Ontario Museum